# Dobricu Lăpușului, Maramureș
Dobricu Lăpușului (în maghiară Láposdebrek) este un sat ce aparține orașului Târgu Lăpuș din județul Maramureș, Transilvania, România. În anul 1548 satul aparținea Cetății Ciceului.

## Istoric
Prima atestare documentară: 1548 (Debrek). 

## Etimologie
Etimologia numelui localității: din n. fam. Dobre (< sl. Dobre < adj. sl. dobrŭ „bun") + suf. -ic + determ. Lăpuș.

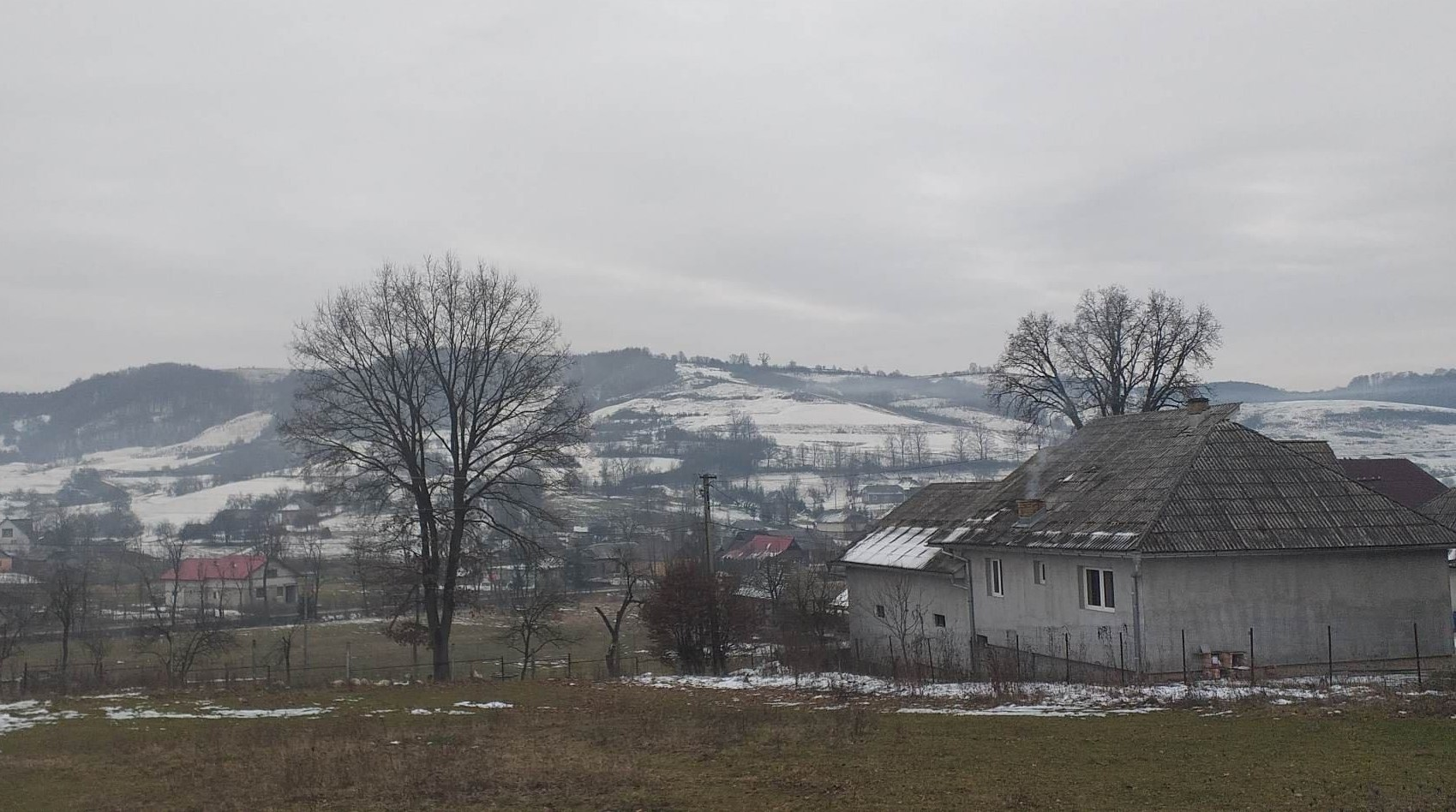
Imagine din sat

## Demografie
La recensământul din 2011, populația era de 405 locuitori. 

## Monumente istorice
- Biserica de lemn „Intrarea în Biserică”;
- Biserica de lemn „Sf. Arhangheli Mihail și Gavril” (sec. XVIII).